# قطعنامه ۱۴۱ شورای امنیت
قطعنامه ۱۴۱ شورای امنیت سازمان ملل متحد که در تاریخ ۰۵ ژوئیه ۱۹۶۰ تصویب شد، سندی بین‌المللی دربارهٔ پذیرش اعضای جدید سازمان ملل متحد: جمهوری سومالی است. این قطعنامه طی نشست ۸۷۱ام با ۱۱ موافق، ۰ مخالف و ۰ ممتنع تصویب شد.